# Las Grandes Herejías
Las Grandes Herejías (título original The Great Heresies ) es un libro escrito por Joseph Hillaire Belloc en 1938.

## Estructura de la obra
La obra se divide en 7 capítulos :

- Capítulo 1: Introducción. ¿Qué es una Herejía?
- Capítulo 2: El esquema de este libro.
- Capítulo 3: La Herejía Arriana.
- Capítulo 4: La Gran y Persistente Herejía de Mahoma.
- Capítulo 5: El ataque albigense.
- Capítulo 6: ¿Qué fue la Reforma?
- Capítulo 7: La Fase Moderna

## Breve resumen
El libro versa principalmente acerca de las Herejías. Desde su concepto, hasta las principales existentes, acusando a la reforma de Lutero y a las enseñanzas de Mahoma como tal. El capítulo 6 realiza una extensa visión acerca de la Reforma de Lutero que nos permite conocerla con gran claridad. El autor centra su atención en las cinco mayores amenazas para la fe cristiana de los últimos dos mil años
El libro de Belloc comienza definiendo una herejía como una sola distorsión de un esquema completo; una herejía siempre implica la torsión de una doctrina legítima, manteniendo todo lo demás. Antes de entrar en las herejías individuales, comienza con una exploración de funcionamiento y los efectos generales las mismas. Esta introducción prepara el escenario para un viaje a través de la historia herética.